# Lourdes (Málaga)
Lourdes es un barrio perteneciente al distrito de Churriana de la ciudad andaluza de Málaga, España. Según la delimitación oficial del ayuntamiento, limita al norte con los barrios de Heliomar y Las Espeñuelas; al este y al sur, con el barrio de Finca Monsálvez; y al oeste, con el barrio de Buenavista.

## Transporte
En autobús queda conectado mediante las siguientes líneas de la EMT: 
| Línea | Trayecto                      | Recorrido | Frecuencia    |
| ----- | ----------------------------- | --------- | ------------- |
| 10    | Alameda Principal - Churriana | Recorrido | 25-30 minutos |